# Casc de vol

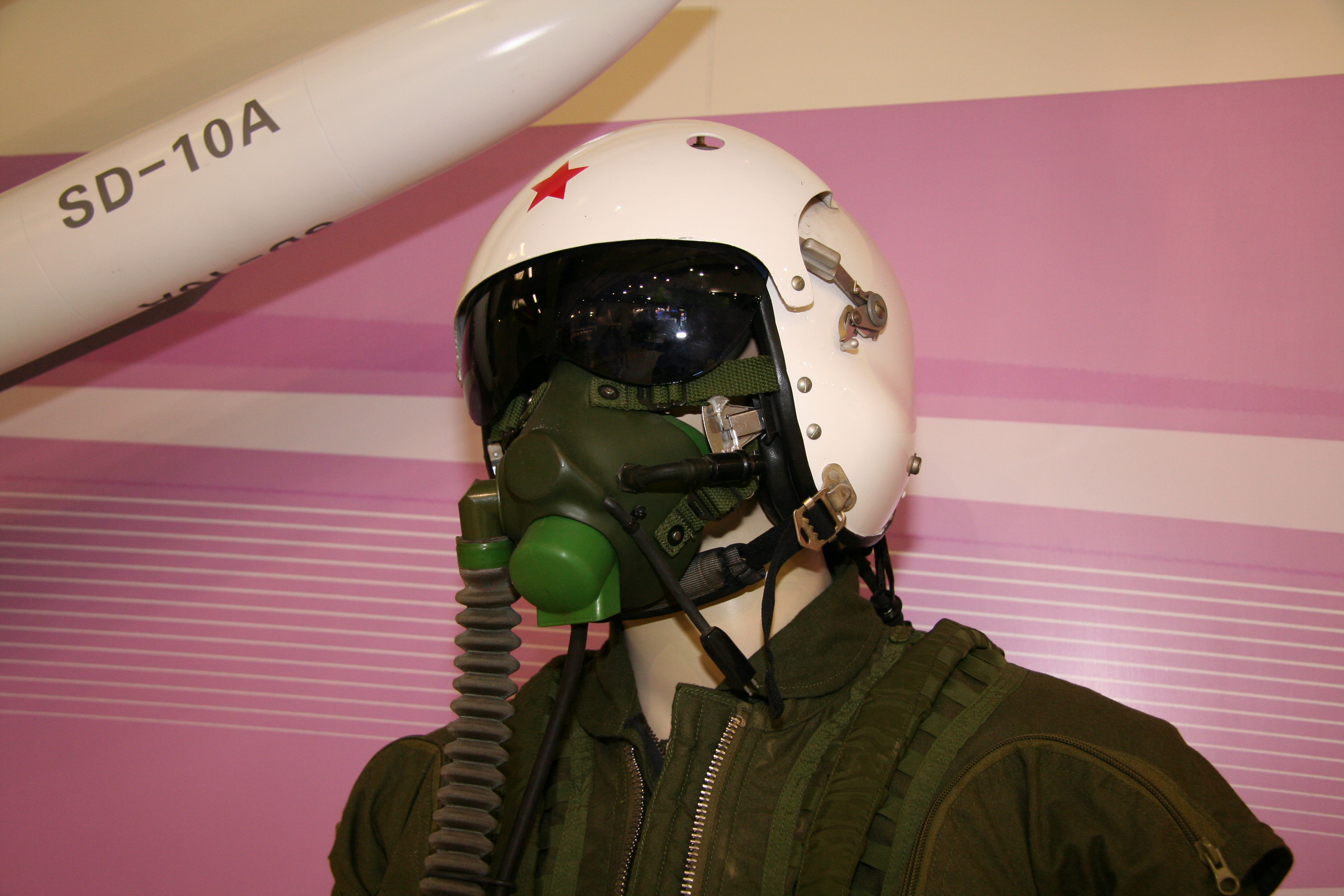
Casc de vol amb la visera abaixada

El casc de vol és un casc rígid (per a protecció contra els cops), integral o obert només per la banda del mentó, que incorpora visera alçable (com a protecció de la vista), així com auriculars i micròfon; s'usa en combinació amb màscara d'oxigen quan aquesta no va incorporada al casc mateix.
El casc de vol és la lligadura protectora usada pels aviadors militars en vol i combat des de mitjan segle xx, quan substituí el tradicional casquet d'aviador en les noves condicions de vol a reacció i supersònic.
Peça d'aspecte inconfusible, el disseny del casc de vol no ha variat gaire, des del punt de vista estètic, d'ençà els anys cinquanta. Tècnicament, en canvi, la seva evolució és incessant, sempre en conjunció amb la indispensable màscara d'oxigen.
Lligadura pensada inicialment per a pilots d'avió, des dels anys seixanta n'hi ha versions menys voluminoses per a ús de pilots d'helicòpter.
Fou a partir del casc de vol que es desenvolupà el casc d'astronauta.